# فرزاد دانشمند
فرزاد دانشمند (زاده ۱۳۴۱) موسیقی‌دان، نوازنده گیتار، مدرس موسیقی و نویسنده اهل ایران است. او همچنین به آهنگسازی موسیقی فیلم و تئاتر می‌پردازد.

## زندگی‌نامه
فرزاد دانشمند در سال ۱۳۴۱ در شهر رشت متولد شد. در سن ۱۴ سالگی و به صورت خود آموز شروع به نواختن گیتار کرد. بعد از مدتی با استفاده از فیلم‌های ویدیویی و کتاب‌های آموزشی به بالا بردن سطح نوازندگی خود پرداخت. او از سال ۱۳۶۵ به صورت حرفه‌ای به اجرای کنسرت و رسیتال گیتار در شهرهای مختلف پرداخته‌است. از اجراهای شاخص او اجرای تالار وحدت در قالب رسیتال گیتار کلاسیک می‌باشد.
فرزاد دانشمند عضو شورای کارشناسی خانه موسیقی است. او همچنین کتاب‌های متعددی را در زمینه آموزش و یادگیری آکادمیک گیتار ترجمه و تألیف نموده‌است.

## موسیقی فیلم و تئاتر
فرزاد دانشمند در طول دوره فعالیت هنری خود برای فیلم و تئاترهای مختلف موسیقی ساخته و در بسیاری از این آثار همچون تئاتر پابلو نرودا به صورت زنده گیتار نواخته‌است.
- موسیقی فیلم زیران از سرزمین سبز[۴]
- موسیقی فیلم توکا
- موسیقی فیلم بی بی تاب (برنده جایزه اول آهنگسازی در جشنواره صدا و سیما)[۴]
- موسیقی تئاتر عروسی خون
- موسیقی تئاتر رومئو و ژولیت
- موسیقی تئاتر پابلو نرودا
- موسیقی تئاتر وقت خواب ماهی‌ها (برنده دیپلم افتخار انجمن منتقدین تئاتر به عنوان بهترین آهنگ‌ساز، بعدها نیز تحقیقی به نام زمزمه‌های بی‌نام و نشان بر اساس آن نوشته شد و این تحقیق برنده دیپلم افتخار جشنواره سینمایی کیش به عنوان بهترین تحقیق شد)

## سوابق تدریس دانشگاهی
- استاد گیتار دانشگاه آزاد اسلامی واحد هنر و معماری[۵]
- استاد گیتار دانشگاه علمی کاربردی واحد کنسرواتوار تهران[۵]

## رهبری ارکستر و تأسیس ارکستر گیتار
- تشکیل کوارتت گیتار کلاسیک تهران[۵]
- تشکیل کوارتت گیتار کلاسیک دانشکده هنر و معماری
- تشکیل ارکستر بزرگ گیتار کلاسیک تهران (۳۶ نفر)
- تشکیل کوئینتت گیتار کلاسیک تهران
- تشکیل ارکستر گیتار کلاسیک زمان

ارکستر گیتار کلاسیک زمان در سال ۱۳۹۰ توسط فرزاد دانشمند تأسیس شده‌است. این ارکستر تشکیل شده از ۴۰ نفر نوازنده گیتار کلاسیک می‌باشد. ارکستر زمان در تالار رودکی تهران، به اجرای قطعاتی با تنظیم استاد دانشمند همچون(Symphony No.40 Mozart , Miller’s Dance De Falla , Adagio Albinoni,…) پرداختند.

### گفتگو با فرزاد دانشمند پیرامون ارکستر زمان
و در پاسخ به سؤال «آیا ارکستر شما یک آکادمی است؟ و شما در حال چیدن سنگ بنای اولیه و تربیت یک نسل برای درک مفهوم ارکستر برای نوازندگان گیتار هستید؟» می‌گوید:
«اول از همه هنر برایم مطرح است و در درجه دوم آموزش هنر. به راحتی ارکستر زمان در طی مراحل رشد خود، به یک آکادمی نیز تبدیل شد. فرهنگ و آداب گروه نوازی در نوازندگان سازهایی نظیر گیتار، پیانو و …. بسیار ضعیف است و این از ماهیت ساز و انتخاب آن توسط نوازنده ریشه می‌گیرد. اعضای ارکستر زمان در مسیر خود به درک بالایی از هم نوازی رسیده‌اند و این نیز یکی دیگر از انگیزه‌های تشکیل ارکستر بود.»— فرزاد دانشمند، http://honargardi.com/مصاحبه-با-استاد-فرزاد-دانشمند-موسس-و-سر/

و در پاسخ به سؤال «در خصوص ارکستراسیون و رنگ‌بندی سازها چه اندیشیده‌اید؟ به عنوان مثال برای جایگزینی گیتار با سازهایی نظیر ابوا یا ویولن در اجرای ملودی‌ها، قطعات را چگونه تنظیم کرده‌اید؟» می‌گوید:
«در کل قرار بر این نیست که ادای ارکستر سمفونیک را درآوریم. گیتار خود دارای گستره رنگ صوتی بسیار است و قرار بر این است که در مرور زمان کشف کنیم که چه قطعاتی برای این ارکستر باید نوشته یا تنطیم شود. جذب آهنگسازان و جلب نظر آنها و ترغیب شان از جمله اهداف آتی است؛ بنابراین این‌طور پاسخ دهم بهتر است که قصد جایگزین کردن گیتار به جای سازهای بادی و … را در ذهن نداشته و ندارم.»— فرزاد دانشمند، http://honargardi.com/مصاحبه-با-استاد-فرزاد-دانشمند-موسس-و-سر/

## تألیف و ترجمه
- ترجمه کتاب هارمونی گیتار، تألیف لنس بسمن، شابک: 9789646564046[۵]
- ترجمه کتاب تکنیک‌های بنیادین گیتار کلاسیک، تألیف جان دوآرت، شابک: ۹۷۸۹۶۴۰۴۴۷۳۷۶
- ترجمه کتاب دید خوانی و درک موسیقایی (دشیفر)، تألیف الیور هانت، شابک: 964747623X
- تألیف و ترجمه کتاب تئوری و آموزش تکنیک گیتار کلاسیک: کلاسیک، فلامنکو، جز (در دو جلد): شابک: 9647254210[۶]
- تألیف کتاب دانشمند:روش آموزش گیتار کلاسیک (در دو جلد)، شابک: ۹۷۹۰۶۹۸۵۰۰۶۰۹
- تألیف روش آموزش گیتار کلاسیک- سطح ۳، شابک: ۹۷۸۹۶۴۲۳۱۲۴۳۶
- روش آموزش گیتار کلاسیک سطح ۳ تا ۶، شابک: ۹۷۸۰۶۹۸۵۰۰۶۰۹